# Пагор, Дмитрий Алексеевич
Пагор Дмитрий Алексеевич (10 апреля 1992 — 19 февраля 2014) — украинский активист Евромайдана, Герой Украины (2014, посмертно).

## Биография
Учился в Каменец-Подольском государственном аграрно-техническом университете (заочно).
В Хмельницком работал на автомобильной мойке. Играл в футбол, выступая за команду в родном селе Хропотове на первенство Чемеровецкого района.
Погиб вечером 19 февраля 2014 года в Хмельницком возле здания СБУ, откуда была открыта стрельба. Был ранен в голову, вскоре скончался в больнице.

## Память
1 декабря 2014 года при входе в Институт механизации и электрификации сельского хозяйства Подольского государственного аграрно-технического университета установлен памятный знак Дмитрию Пагору.

### Награды
- Звание Герой Украины с вручением ордена «Золотая Звезда» (21 ноября 2014, посмертно) — за гражданское мужество, патриотизм, героическое отстаивание конституционных принципов демократии, прав и свобод человека, самоотверженное служение Украинскому народу, обнаруженные во время Революции достоинства[4]
- Медаль «За жертвенность и любовь к Украине» (УПЦ КП, июнь 2015) (посмертно)[5]